# Cybertel Aniene Calcio a 5 2020-2021
La voce raccoglie i dati riguardanti la Cybertel Aniene Calcio a 5, squadra di calcio a 5 militante in serie A, nelle competizioni ufficiali del 2020-2021.

## Trasferimenti

### Sessione estiva
| Daniele Ducci      | Olimpus Roma (in prestito) |
| Giuseppe Micoli    | Virtus Rutigliano          |
| Daniel Fernandez   | Córdoba                    |
| Genis Tena         | Segorbe                    |
| Gerardo Battistoni | FF Napoli                  |
| Matteo Biscossi    | Lazio                      |
| Michal Raubo       | Cioli AV                   |
| Cabeça             | Mantova                    |
| Etchy Dalla Valle  | Tenax                      |

| Luca Costantini       | Roma 3Z          |
| Fabrizio Luis Mariano |                  |
| Joao Timm             | CDM Genova       |
| Alemão                | Atletico Nervesa |
| Caio Japa             | Minerva          |
| Mirko Medici          | Sporting Hornets |
| Vinicius Mazoni       | D&G Ascoli       |
| Eduardo Villalva      | Sandro Abate     |
| Rafael Sanna          | Orchies-Pévèle   |

### Sessione invernale
| Fabrizio Luis Mariano |                  |
| Fabio Tondi           | Leon             |
| Riccardo Pezzin       | Sporting Hornets |
| Francisco Taliercio   | San Lorenzo      |
| Gonzalo Abdala        |                  |
| Javi Roni             | Cobà             |

| Tiziano Faziani   | Roma 3Z (in prestito)        |
| Lorenzo Kullani   | Alma Salerno (in prestito)   |
| Daniele Ducci     | Olimpus Roma (fine prestito) |
| Giuseppe Micoli   | Itria                        |
| Genis Tena        | Pistoia                      |
| Etchy Dalla Valle | Pistoia                      |

## Prima squadra
| N° | Naz.                          | Ruolo | Sportivo              | Anno       |  |  |
| -- | ----------------------------- | ----- | --------------------- | ---------- |  |  |
| 1  | Italia (bandiera)             | POR   | Andrea De Filippis    | 18.05.1980 |  |  |
| 2  | Italia (bandiera)             | POR   | Daniele Ducci         | 11.11.1998 |  |  |
| 2  | Argentina (bandiera)          | POR   | Fabrizio Luis Mariano | 20.06.1996 |  |  |
| 3  | Marocco (bandiera)            | LAT   | Anás El Ayyane        | 30.10.1992 |  |  |
| 4  | Spagna (bandiera)             | DIF   | Daniel Fernandez      | 22.04.1996 |  |  |
| 7  | Italia (bandiera)             | PIV   | Michal Raubo          | 19.05.1998 |  |  |
| 8  | Italia (bandiera)             | LAT   | Angelo Schininà       | 04.12.1991 |  |  |
| 10 | Italia (bandiera)             | LAT   | Daniel Taloni         | 15.05.1988 |  |  |
| 11 | Argentina (bandiera)          | LAT   | Gonzalo Abdala        | 11.10.1990 |  |  |
| 11 | Brasile (bandiera)            | LAT   | Etchy Dalla Valle     | 24.03.1995 |  |  |
| 13 | Argentina (bandiera)          | LAT   | Gerardo Battistoni    | 01.04.1983 |  |  |
| 18 | Italia (bandiera)             | DIF   | Stefano Pilloni       | 22.01.1984 |  |  |
| 22 | Italia (bandiera)             | POR   | Giuseppe Micoli       | 20.02.1992 |  |  |
| 22 | Italia (bandiera)             | POR   | Fabio Tondi           | 24.11.1993 |  |  |
| 24 | Italia (bandiera)             | LAT   | Matteo Biscossi       | 14.11.1998 |  |  |
| 28 | Italia (bandiera)             | LAT   | Riccardo Pezzin       | 17.10.1998 |  |  |
| 33 | Argentina (bandiera)          | DIF   | Francisco Taliercio   | 02.03.1990 |  |  |
| 33 | Spagna (bandiera)             | DIF   | Genis Tena            | 20.11.1995 |  |  |
| 45 | Guinea Equatoriale (bandiera) | PIV   | Javi Roni             | 06.01.2001 |  |  |
| 88 | Brasile (bandiera)            | PIV   | Cabeça                | 14.12.1993 |  |  |

## Under-19
| N° | Naz.              | Ruolo | Sportivo        | Anno       |  |  |
| -- | ----------------- | ----- | --------------- | ---------- |  |  |
| 9  | Italia (bandiera) | PIV   | Lorenzo Kullani | 22.01.2003 |  |  |
| 28 | Italia (bandiera) | LAT   | Tiziano Faziani | 22.06.2003 |  |  |